# Dacryodes tessmannii
Dacryodes tessmannii là một loài thực vật có hoa trong họ Burseraceae. Loài này được (Engl.) H.J.Lam mô tả khoa học đầu tiên năm 1932.